# Nohic
Nohic est une commune française située dans le sud du département de Tarn-et-Garonne, en région Occitanie.
Sur le plan historique et culturel, la commune est dans le Frontonnais, un pays entre Garonne et Tarn constitué d'une succession de terrasses caillouteuses qui ont donné naissance à de riches terroirs, réputés pour leus vins et leurs fruits.
Exposée à un climat océanique altéré, elle est drainée par le Tarn, le ruisseau de Rival, le ruisseau de la vergnède, le ruisseau de Pengaline, le ruisseau des Nauses et par divers autres petits cours d'eau. La commune possède un patrimoine naturel remarquable : un site Natura 2000 (Les « vallées du Tarn, de l'Aveyron, du Viaur, de l'Agout et du Gijou ») et une zone naturelle d'intérêt écologique, faunistique et floristique.
Nohic est une commune rurale qui compte 1 384 habitants en 2022, après avoir connu une forte hausse de la population depuis 1962. Elle est dans l'agglomération de Labastide-Saint-Pierre et fait partie de l'aire d'attraction de Toulouse. Ses habitants sont appelés les Nohicois ou  Nohicoises.

## Géographie

### Localisation
Nohic est un petit village situé à 18 kilomètres au sud-est de Montauban et à 40 kilomètres de Toulouse. À quelques centaines de mètres du bourg coule la rivière Tarn. C'est une commune limitrophe du département de la Haute-Garonne. Elle fait aussi partie de l'unité urbaine de Labastide-Saint-Pierre dans l'aire d'attraction de Toulouse.
L’habitat nohicois, de type rural, demeure à l'aune des petites bourgades de Tarn-et-Garonne.

### Communes limitrophes
Nohic est limitrophe de cinq autres communes dont deux en Haute-Garonne.
Les communes limitrophes sont  Fronton, Orgueil, Reyniès, Villebrumier et Villemur-sur-Tarn.
| Orgueil                 | Reyniès | Villebrumier                      |
|                         | Nohic   |                                   |
| Fronton (Haute-Garonne) |         | Villemur-sur-Tarn (Haute-Garonne) |

### Géologie et relief
La superficie de la commune est de 1 261 hectares ; son altitude varie de 75  à   111 mètres.

### Voies de communication et transports
La commune n'est desservie par aucun réseau de transports en commun, seulement par des lignes scolaires.
Cependant, les lignes 45 et TAD Zone 5 du réseau TM Transports Montalbanais desservent la commune voisine de Reyniès en direction de Montauban. La ligne 717 du réseau liO dessert également les communes voisines d'Orgueil et de Villemur-sur-Tarn vers Montauban ou Saint-Sulpice-la-Pointe. Enfin, le réseau Arc-en-Ciel dessert les communes voisines de Fronton et de Villemur-sur-Tarn, essentiellement les lignes Hop!1 et 51, en direction de Toulouse.
Les gares les plus proches sont celles de Montauban-Villebourbon et de Grisolles.

### Hydrographie

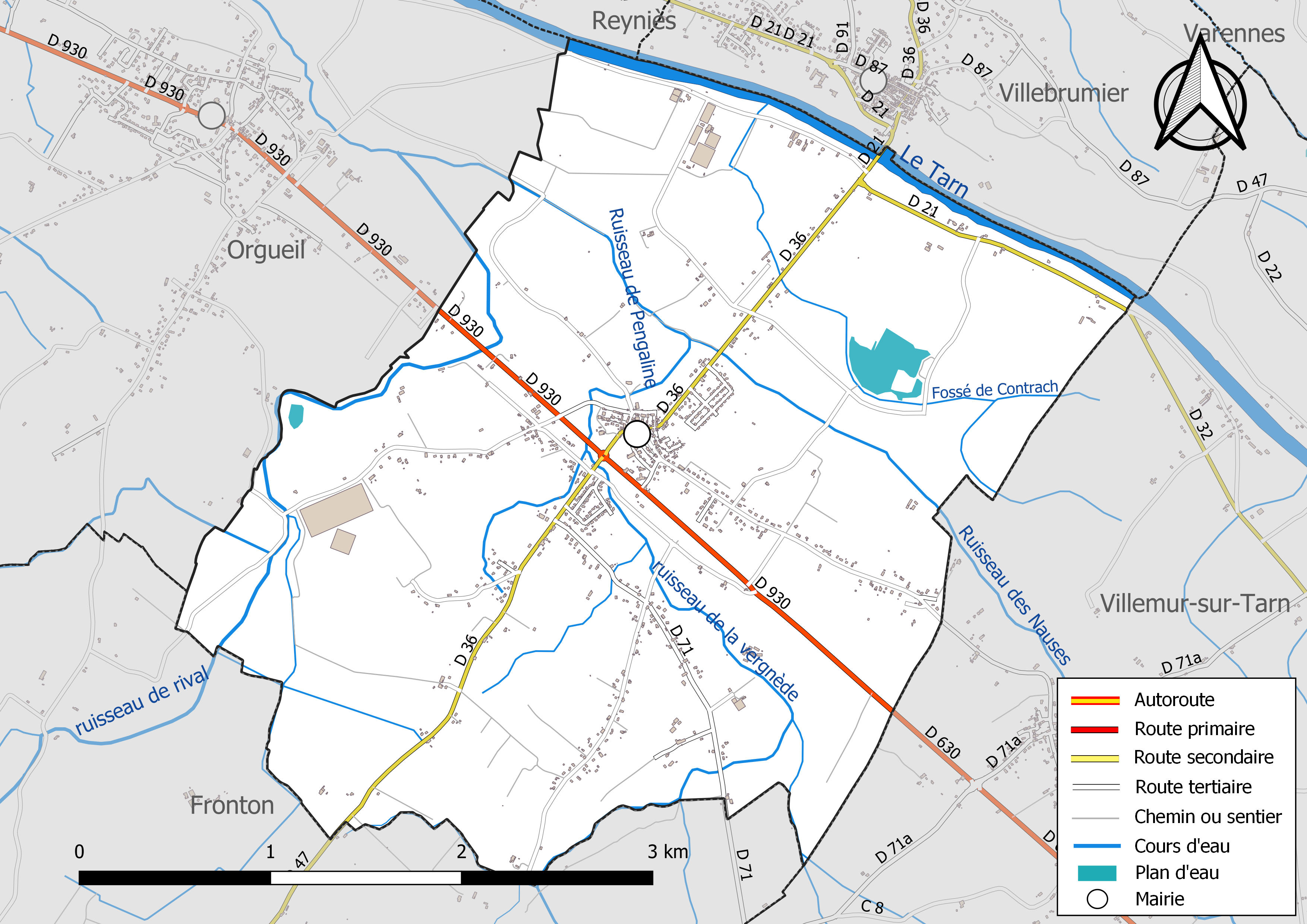
Réseaux hydrographique et routier de Nohic.

La commune est dans le bassin versant de la Garonne, au sein du bassin hydrographique Adour-Garonne. Elle est drainée par le Tarn, le ruisseau de rival, le ruisseau de la vergnède, le ruisseau de Pengaline, le ruisseau des Nauses, Fossé de Contrach et par divers petits cours d'eau, constituant un réseau hydrographique de 21 km de longueur totale,.
Le Tarn, d'une longueur totale de 380 km, prend sa source dans la commune de Jalognes et s'écoule d'est en ouest. Il traverse la commune et se jette dans la Garonne à Saint-Nicolas-de-la-Grave, après avoir traversé 98 communes.

### Climat
Pour des articles plus généraux, voir Climat de l'Occitanie et Climat de Tarn-et-Garonne.
En 2010, le climat de la commune est de type climat du Bassin du Sud-Ouest, selon une étude du Centre national de la recherche scientifique s'appuyant sur une série de données couvrant la période 1971-2000. En 2020, Météo-France publie une typologie des climats de la France métropolitaine dans laquelle la commune est exposée à un climat océanique altéré et est dans la région climatique Aquitaine, Gascogne, caractérisée par une pluviométrie abondante au printemps, modérée en automne, un faible ensoleillement au printemps, un été chaud (19,5 °C), des vents faibles, des brouillards fréquents en automne et en hiver et des orages fréquents en été (15 à 20 jours).
Pour la période 1971-2000, la température annuelle moyenne est de 13,3 °C, avec une amplitude thermique annuelle de 16,1 °C. Le cumul annuel moyen de précipitations est de 724 mm, avec 10,1 jours de précipitations en janvier et 5,7 jours en juillet. Pour la période 1991-2020, la température moyenne annuelle observée sur la station météorologique de Météo-France la plus proche, « Montauban », sur la commune de Montauban à 16 km à vol d'oiseau, est de 13,9 °C et le cumul annuel moyen de précipitations est de 710,2 mm. 
La température maximale relevée sur cette station est de 42,6 °C, atteinte le 24 août 2023 ; la température minimale est de −20 °C, atteinte le 16 janvier 1985,,.
Les paramètres climatiques de la commune ont été estimés pour le milieu du siècle (2041-2070) selon différents scénarios d'émission de gaz à effet de serre à partir des nouvelles projections climatiques de référence DRIAS-2020. Ils sont consultables sur un site dédié publié par Météo-France en novembre 2022.

### Milieux naturels et biodiversité

#### Réseau Natura 2000

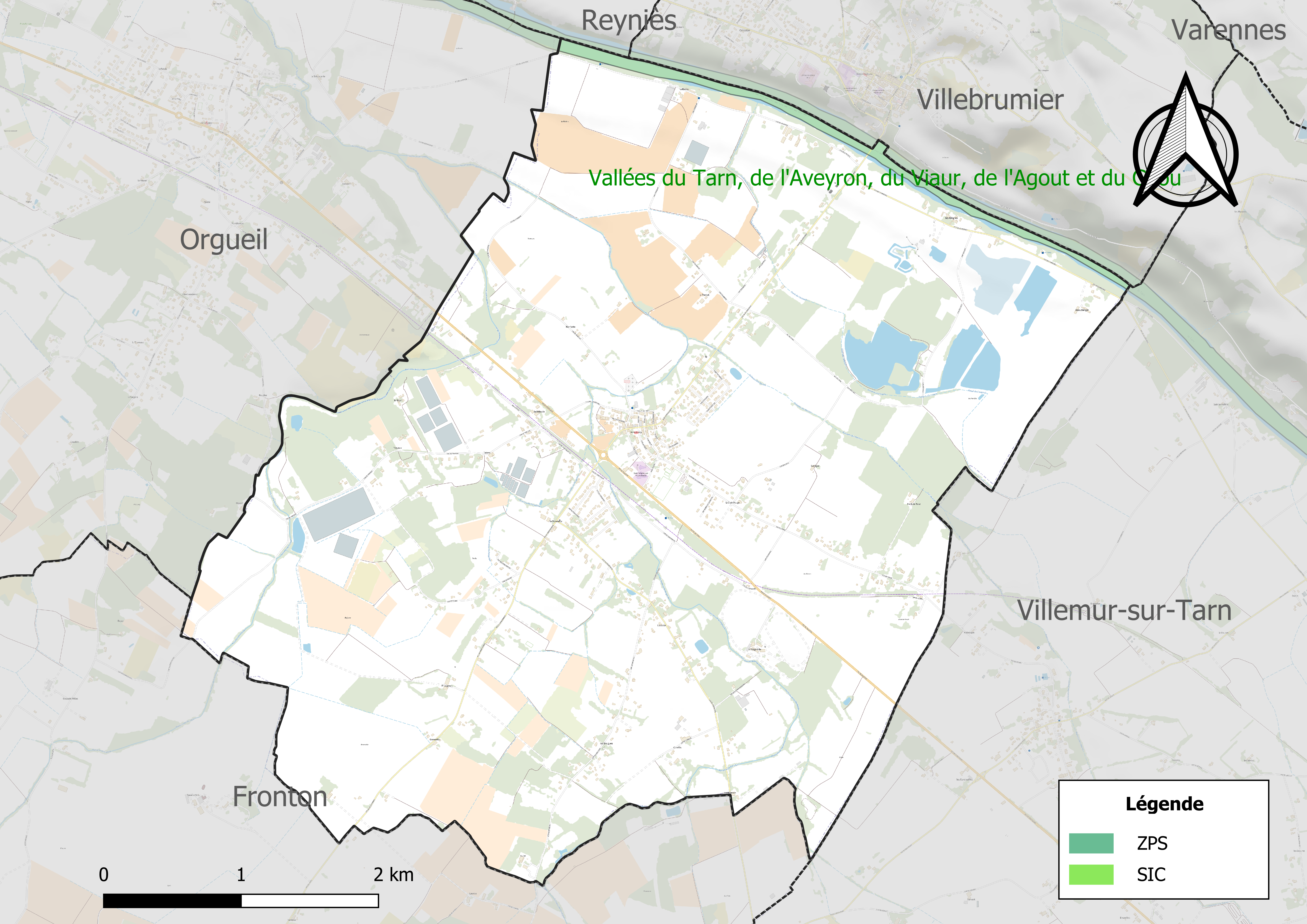
Site Natura 2000 sur le territoire communal.

Le réseau Natura 2000 est un réseau écologique européen de sites naturels d'intérêt écologique élaboré à partir des directives habitats et oiseaux, constitué de zones spéciales de conservation (ZSC) et de zones de protection spéciale (ZPS).
Un site Natura 2000 a été défini sur la commune au titre de la directive habitats : Les « vallées du Tarn, de l'Aveyron, du Viaur, de l'Agout et du Gijou », d'une superficie de 17 144 ha, s'étendant sur 136 communes dont 41 dans l'Aveyron, 8 en Haute-Garonne, 50 dans le Tarn et 37 dans le Tarn-et-Garonne. Elles présentent une très grande diversité d'habitats et d'espèces dans ce vaste réseau de cours d'eau et de gorges. La présence de la Loutre d'Europe et de la moule perlière d'eau douce est également d'un intérêt majeur.

#### Zones naturelles d'intérêt écologique, faunistique et floristique

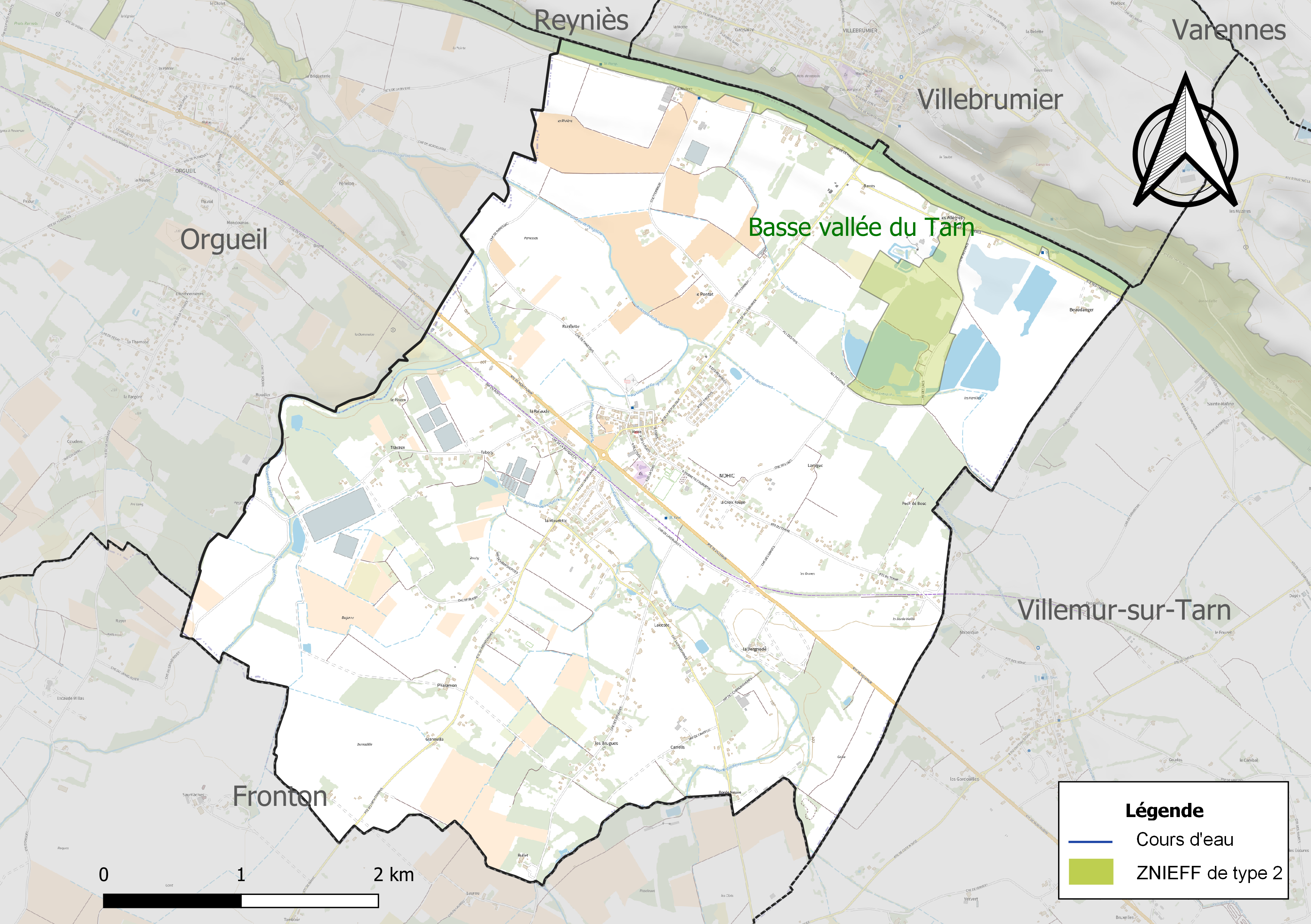
Carte de la ZNIEFF de type 2 localisée sur la commune.

L’inventaire des zones naturelles d'intérêt écologique, faunistique et floristique (ZNIEFF) a pour objectif de réaliser une couverture des zones les plus intéressantes sur le plan écologique, essentiellement dans la perspective d’améliorer la connaissance du patrimoine naturel national et de fournir aux différents décideurs un outil d’aide à la prise en compte de l’environnement dans l’aménagement du territoire.
Une ZNIEFF de type 2 est recensée sur la commune :
la « basse vallée du Tarn » (3 623 ha), couvrant 49 communes dont huit dans la Haute-Garonne, 20 dans le Tarn et 21 dans le Tarn-et-Garonne.

## Urbanisme

### Typologie
Au 1er janvier 2024, Nohic est catégorisée commune rurale à habitat dispersé, selon la nouvelle grille communale de densité à sept niveaux définie par l'Insee en 2022.
Elle appartient à l'unité urbaine de Labastide-Saint-Pierre, une agglomération intra-départementale regroupant six  communes, dont elle est une commune de la banlieue,,. Par ailleurs la commune fait partie de l'aire d'attraction de Toulouse, dont elle est une commune de la couronne,. Cette aire, qui regroupe 527 communes, est catégorisée dans les aires de 700 000 habitants ou plus (hors Paris),.

### Occupation des sols
L'occupation des sols de la commune, telle qu'elle ressort de la base de données européenne d’occupation biophysique des sols Corine Land Cover (CLC), est marquée par l'importance des territoires agricoles (80,7 % en 2018), en diminution par rapport à 1990 (95,7 %). La répartition détaillée en 2018 est la suivante : 
terres arables (37,8 %), zones agricoles hétérogènes (28,6 %), cultures permanentes (14,4 %), zones urbanisées (7,6 %), mines, décharges et chantiers (7,5 %), eaux continentales (2,6 %), forêts (1,7 %). L'évolution de l’occupation des sols de la commune et de ses infrastructures peut être observée sur les différentes représentations cartographiques du territoire : la carte de Cassini (XVIIIe siècle), la carte d'état-major (1820-1866) et les cartes ou photos aériennes de l'IGN pour la période actuelle (1950 à aujourd'hui).

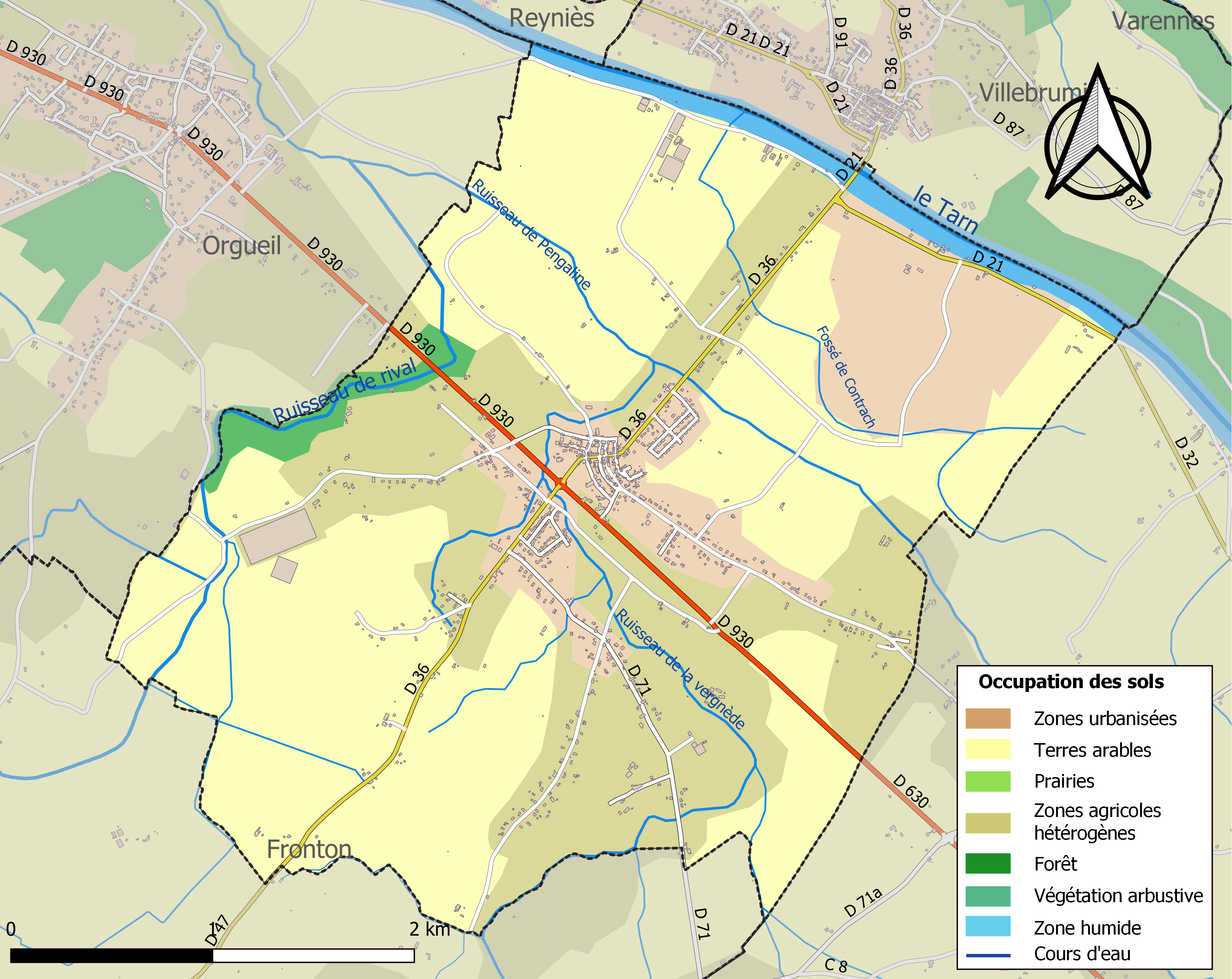
Carte des infrastructures et de l'occupation des sols de la commune en 2018 (CLC).

### Risques majeurs
Le territoire de la commune de Nohic est vulnérable à différents aléas naturels : météorologiques (tempête, orage, neige, grand froid, canicule ou sécheresse), inondations, mouvements de terrains et séisme (sismicité très faible). Il est également exposé à un risque technologique,  le transport de matières dangereuses. Un site publié par le BRGM permet d'évaluer simplement et rapidement les risques d'un bien localisé soit par son adresse soit par le numéro de sa parcelle.

#### Risques naturels
Certaines parties du territoire communal sont susceptibles d’être affectées par le risque d’inondation par débordement de cours d'eau, notamment le Tarn et le ruisseau de Rival. La cartographie des zones inondables en ex-Midi-Pyrénées réalisée dans le cadre du XIe Contrat de plan État-région, visant à informer les citoyens et les décideurs sur le risque d’inondation, est accessible sur le site de la DREAL Occitanie. La commune a été reconnue en état de catastrophe naturelle au titre des dommages causés par les inondations et coulées de boue survenues en 1982, 1999 et 2014,.
Nohic est exposée au risque de feu de forêt. Le département de Tarn-et-Garonne présentant toutefois globalement un niveau d’aléa moyen à faible très localisé, aucun Plan départemental de protection des forêts contre les risques d’incendie de forêt (PFCIF) n'a été élaboré. Le débroussaillement aux abords des maisons constitue l’une des meilleures protections pour les particuliers contre le feu,.

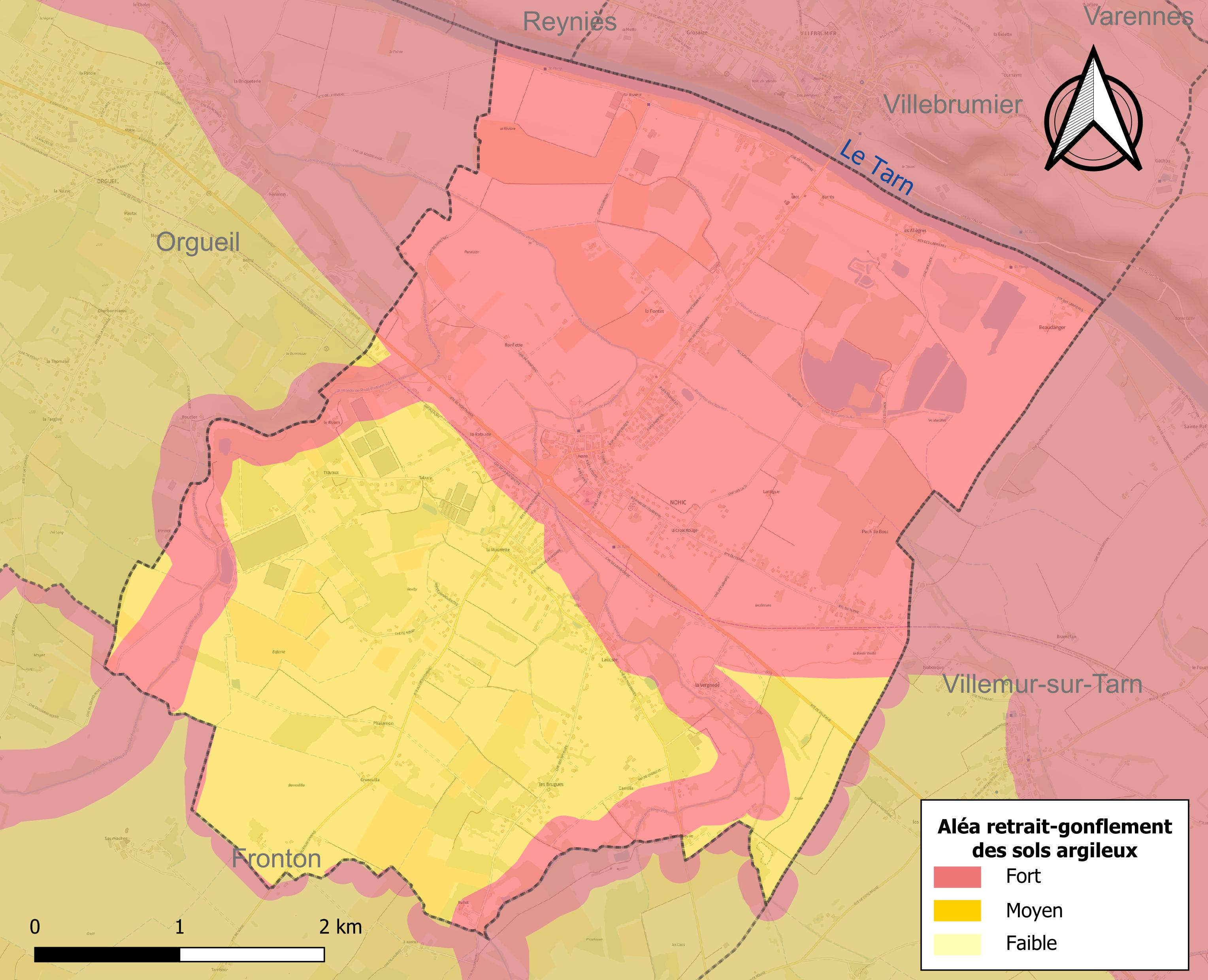
Carte des zones d'aléa retrait-gonflement des sols argileux de Nohic.

Les mouvements de terrains susceptibles de se produire sur la commune sont des tassements différentiels.
Le retrait-gonflement des sols argileux est susceptible d'engendrer des dommages importants aux bâtiments en cas d’alternance de périodes de sécheresse et de pluie. La totalité de la commune est en aléa moyen ou fort (92 % au niveau départemental et 48,5 % au niveau national). Sur les 519 bâtiments dénombrés sur la commune en 2019, 519 sont en aléa moyen ou fort, soit 100 %, à comparer aux 96 % au niveau départemental et 54 % au niveau national. Une cartographie de l'exposition du territoire national au retrait gonflement des sols argileux est disponible sur le site du BRGM,.
Par ailleurs, afin de mieux appréhender le risque d’affaissement de terrain, l'inventaire national des cavités souterraines permet de localiser celles situées sur la commune.
Concernant les mouvements de terrains, la commune a été reconnue en état de catastrophe naturelle au titre des dommages causés par la sécheresse en 2003, 2011 et 2016 et par des mouvements de terrain en 1999.

#### Risques technologiques
Le risque de transport de matières dangereuses sur la commune est lié à sa traversée par des infrastructures routières ou ferroviaires importantes ou la présence d'une canalisation de transport d'hydrocarbures. Un accident se produisant sur de telles infrastructures est susceptible d’avoir des effets graves sur les biens, les personnes ou l'environnement, selon la nature du matériau transporté. Des dispositions d’urbanisme peuvent être préconisées en conséquence.

## Toponymie
Le nom Nohic provient du latin novus vicus signifiant « village neuf ». La dénomination « Novige » est apparue aux environs de l'an mil.

## Histoire

### Héraldique
| Blason de Nohic | Blason  | D'or à un pal ondé de sinople.                   |
| Blason de Nohic | Détails | Le statut officiel du blason reste à déterminer. |
| Blason de Nohic | Alias   | Taillé d'argent et de sable. Blason de 1696      |

## Politique et administration

### Administration municipale
Le nombre d'habitants au recensement de 2011 étant compris entre 500 et 1 499 habitants, le nombre de membres du conseil municipal pour l'élection de 2014 est de quinze,.

### Rattachements administratifs et électoraux
La commune fait partie de la deuxième circonscription de Tarn-et-Garonne de la communauté de communes Grand Sud Tarn-et-Garonne et du canton de Tarn-Tescou-Quercy vert (avant le redécoupage départemental de 2014, Nohic faisait partie de l'ex-canton de Grisolles) et avant le 1er janvier 2017 elle faisait partie de la communauté de communes du Terroir Grisolles Villebrumier.

### Liste des maires
| Période                                  | Période  | Identité               | Étiquette      | Qualité |
| ---------------------------------------- | -------- | ---------------------- | -------------- | ------- |
| 1983                                     | 2014     | Henri Tregan           | Sans étiquette |         |
| 2014                                     | 2020     | Nadine Marty Guillemot | DVG            |         |
| 2020                                     | En cours | Bernard Doat           | Sans étiquette | Maire   |
| Les données manquantes sont à compléter. |          |                        |                |         |

## Population et société

### Démographie
L'évolution du nombre d'habitants est connue à travers les recensements de la population effectués dans la commune depuis 1793. Pour les communes de moins de 10 000 habitants, une enquête de recensement portant sur toute la population est réalisée tous les cinq ans, les populations de référence des années intermédiaires étant quant à elles estimées par interpolation ou extrapolation. Pour la commune, le premier recensement exhaustif entrant dans le cadre du nouveau dispositif a été réalisé en 2005.

En 2022, la commune comptait 1 384 habitants, en évolution de +1,84 % par rapport à 2016 (Tarn-et-Garonne : +3,12 %, France hors Mayotte : +2,11 %).
| 1793 | 1800 | 1806 | 1821 | 1831 | 1836 | 1841 | 1846 | 1851 |
| ---- | ---- | ---- | ---- | ---- | ---- | ---- | ---- | ---- |
| 278  | 266  | 300  | 394  | 407  | 415  | 429  | 432  | 477  |

| 1856 | 1861 | 1866 | 1872 | 1876 | 1881 | 1886 | 1891 | 1896 |
| ---- | ---- | ---- | ---- | ---- | ---- | ---- | ---- | ---- |
| 483  | 512  | 538  | 502  | 522  | 551  | 571  | 547  | 536  |

| 1901 | 1906 | 1911 | 1921 | 1926 | 1931 | 1936 | 1946 | 1954 |
| ---- | ---- | ---- | ---- | ---- | ---- | ---- | ---- | ---- |
| 516  | 509  | 508  | 437  | 474  | 504  | 506  | 541  | 534  |

| 1962 | 1968 | 1975 | 1982 | 1990 | 1999 | 2005  | 2006  | 2010  |
| ---- | ---- | ---- | ---- | ---- | ---- | ----- | ----- | ----- |
| 536  | 666  | 774  | 832  | 905  | 970  | 1 089 | 1 099 | 1 192 |

| 2015  | 2020  | 2022  | - | - | - | - | - | - |
| ----- | ----- | ----- | - | - | - | - | - | - |
| 1 338 | 1 332 | 1 384 | - | - | - | - | - | - |

### Enseignement
Nohic fait partie de l'académie de Toulouse.
L'éducation est assurée sur la commune par une école primaire.

### Culture et festivité
Bibliothèque-médiathèque,

### Sports
Nombreuses associations sportives

## Économie

### Revenus
En 2018, la commune compte 510 ménages fiscaux, regroupant 1 312 personnes. La médiane du revenu disponible par unité de consommation est de 21 430 € (20 140 € dans le département).

### Emploi
|                | 2008  | 2013   | 2018   |
| -------------- | ----- | ------ | ------ |
| Commune        | 7,5 % | 9,4 %  | 6,6 %  |
| Département    | 8,4 % | 10,2 % | 10,3 % |
| France entière | 8,3 % | 10 %   | 10 %   |

En 2018, la population âgée de 15 à 64 ans s'élève à 868 personnes, parmi lesquelles on compte 80,2 % d'actifs (73,5 % ayant un emploi et 6,6 % de chômeurs) et 19,8 % d'inactifs,. Depuis 2008, le taux de chômage communal (au sens du recensement) des 15-64 ans est inférieur à celui de la France et du département.
La commune fait partie de la couronne de l'aire d'attraction de Toulouse, du fait qu'au moins 15 % des actifs travaillent dans le pôle,. Elle compte 129 emplois en 2018, contre 139 en 2013 et 123 en 2008. Le nombre d'actifs ayant un emploi résidant dans la commune est de 644, soit un indicateur de concentration d'emploi de 20 % et un taux d'activité parmi les 15 ans ou plus de 64,9 %.
Sur ces 644 actifs de 15 ans ou plus ayant un emploi, 75 travaillent dans la commune, soit 12 % des habitants. Pour se rendre au travail, 92,5 % des habitants utilisent un véhicule personnel ou de fonction à quatre roues, 2 % les transports en commun, 1,9 % s'y rendent en deux-roues, à vélo ou à pied et 3,6 % n'ont pas besoin de transport (travail au domicile).

### Activités hors agriculture

#### Secteurs d'activités
91 établissements sont implantés  à Nohic au 31 décembre 2019. Le tableau ci-dessous en détaille le nombre par secteur d'activité et compare les ratios avec ceux du département,.
| Secteur d'activité                                                                                        | Commune | Commune | Département |
| Secteur d'activité                                                                                        | Nombre  | %       | %           |
| --- | ------- | ------- | ----------- |
| Ensemble                                                                                                  | 91      | 100 %   | (100 %)     |
| Industrie manufacturière, industries extractives et autres                                                | 12      | 13,2 %  | (9,6 %)     |
| Construction                                                                                              | 23      | 25,3 %  | (14,9 %)    |
| Commerce de gros et de détail, transports, hébergement et restauration                                    | 18      | 19,8 %  | (29,7 %)    |
| Information et communication                                                                              | 1       | 1,1 %   | (1,9 %)     |
| Activités financières et d'assurance                                                                      | 1       | 1,1 %   | (3,4 %)     |
| Activités immobilières                                                                                    | 2       | 2,2 %   | (3,3 %)     |
| Activités spécialisées, scientifiques et techniques et activités de services administratifs et de soutien | 16      | 17,6 %  | (14,1 %)    |
| Administration publique, enseignement, santé humaine et action sociale                                    | 3       | 3,3 %   | (13,6 %)    |
| Autres activités de services                                                                              | 15      | 16,5 %  | (9,3 %)     |

Le secteur de la construction est prépondérant sur la commune puisqu'il représente 25,3 % du nombre total d'établissements de la commune (23 sur les 91 entreprises implantées  à Nohic), contre 14,9 % au niveau départemental.

#### Entreprises et commerces
Les deux entreprises ayant leur siège social sur le territoire communal qui génèrent le plus de chiffre d'affaires en 2020 sont : 
- Domaine De Tabory, culture de légumes, de melons, de racines et de tubercules (1 526 k€)
- Cimeg, activités des sociétés holding (29 k€)

### Agriculture
La commune est dans le Lauragais, une petite région agricole située dans le sud-est du département de Tarn-et-Garonne. En 2020, l'orientation technico-économique de l'agriculture  sur la commune est la polyculture et/ou le polyélevage. 
|               | 1988 | 2000 | 2010 | 2020 |
| ------------- | ---- | ---- | ---- | ---- |
| Exploitations | 53   | 34   | 23   | 13   |
| SAU (ha)      | 879  | 526  | 569  | 826  |

Le nombre d'exploitations agricoles en activité et ayant leur siège dans la commune est passé de 53 lors du recensement agricole de 1988  à 34 en 2000 puis à 23 en 2010 et enfin à 13 en 2020, soit une baisse de 75 % en 32 ans. Le même mouvement est observé à l'échelle du département qui a perdu pendant cette période 57 % de ses exploitations,. La surface agricole utilisée sur la commune a également diminué, passant de 879 ha en 1988 à 826 ha en 2020. Parallèlement la surface agricole utilisée moyenne par exploitation a augmenté, passant de 17 à 64 ha.

## Culture locale et patrimoine

### Lieux et monuments
- L'église Saint-Saturnin, également appelée Saint-Sernin, a été classée aux monuments historiques par arrêté du 15 novembre 1913[40].

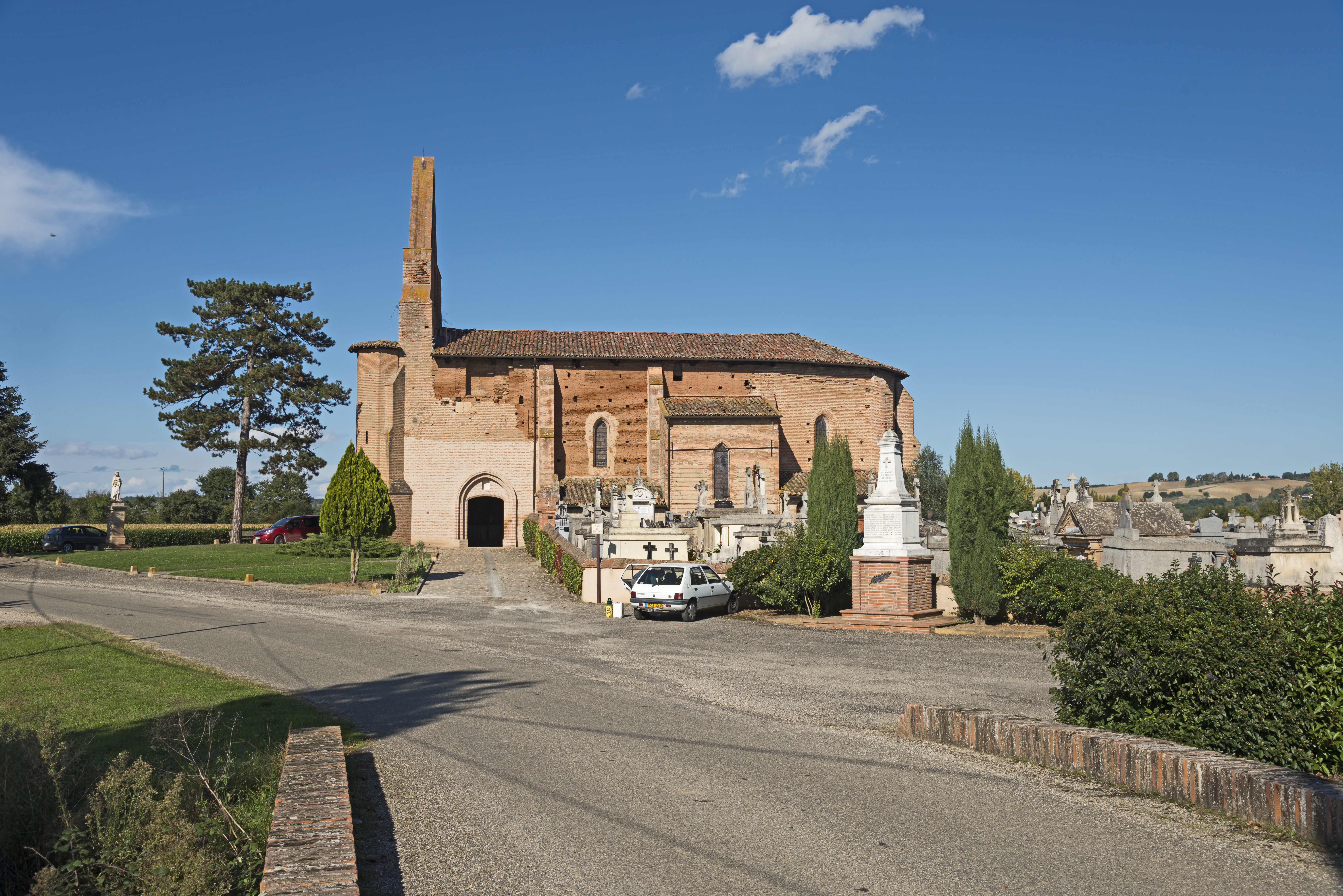
L'église Saint-Saturnin et la place du Souvenir.
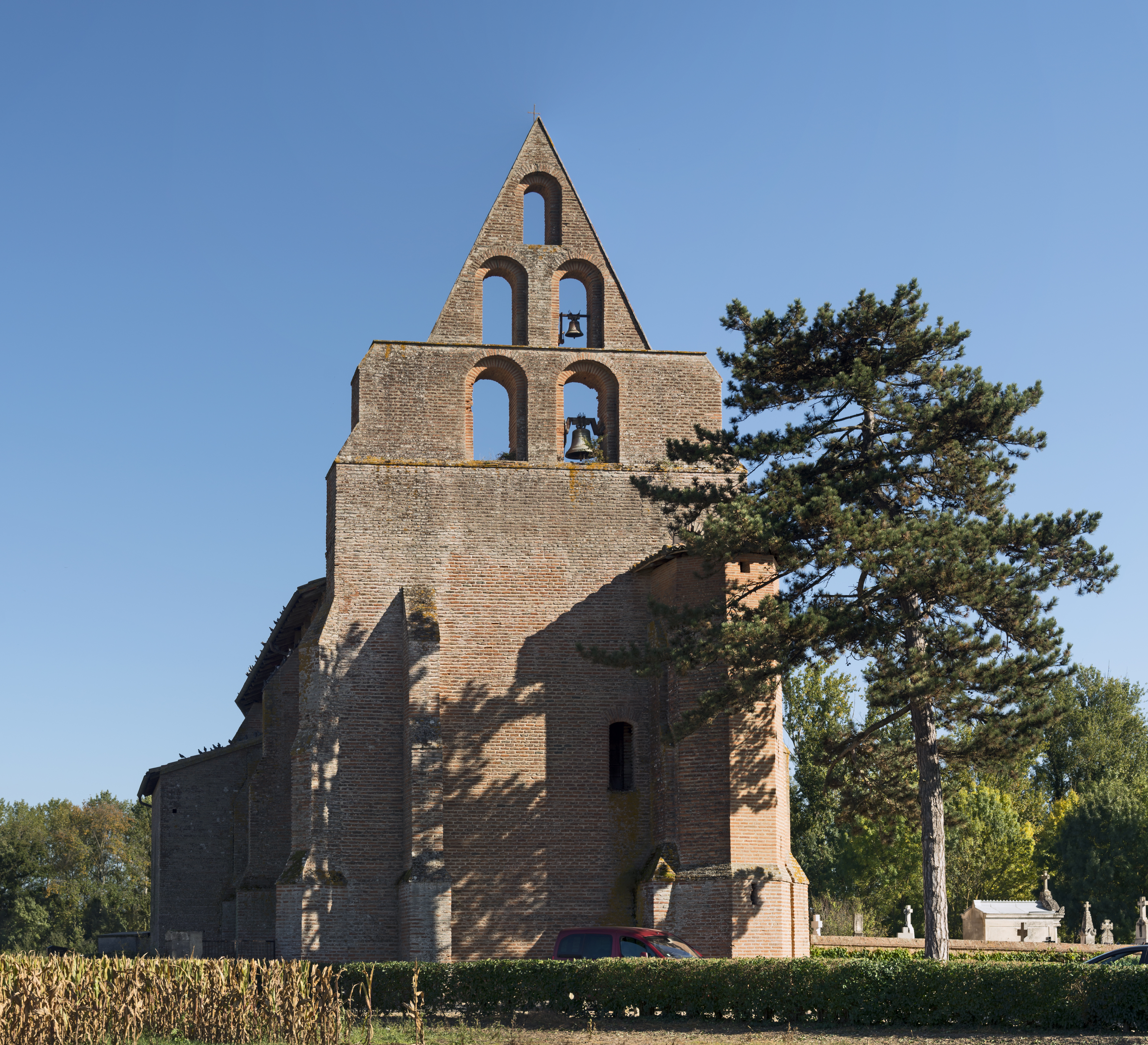
Le clocher-mur.
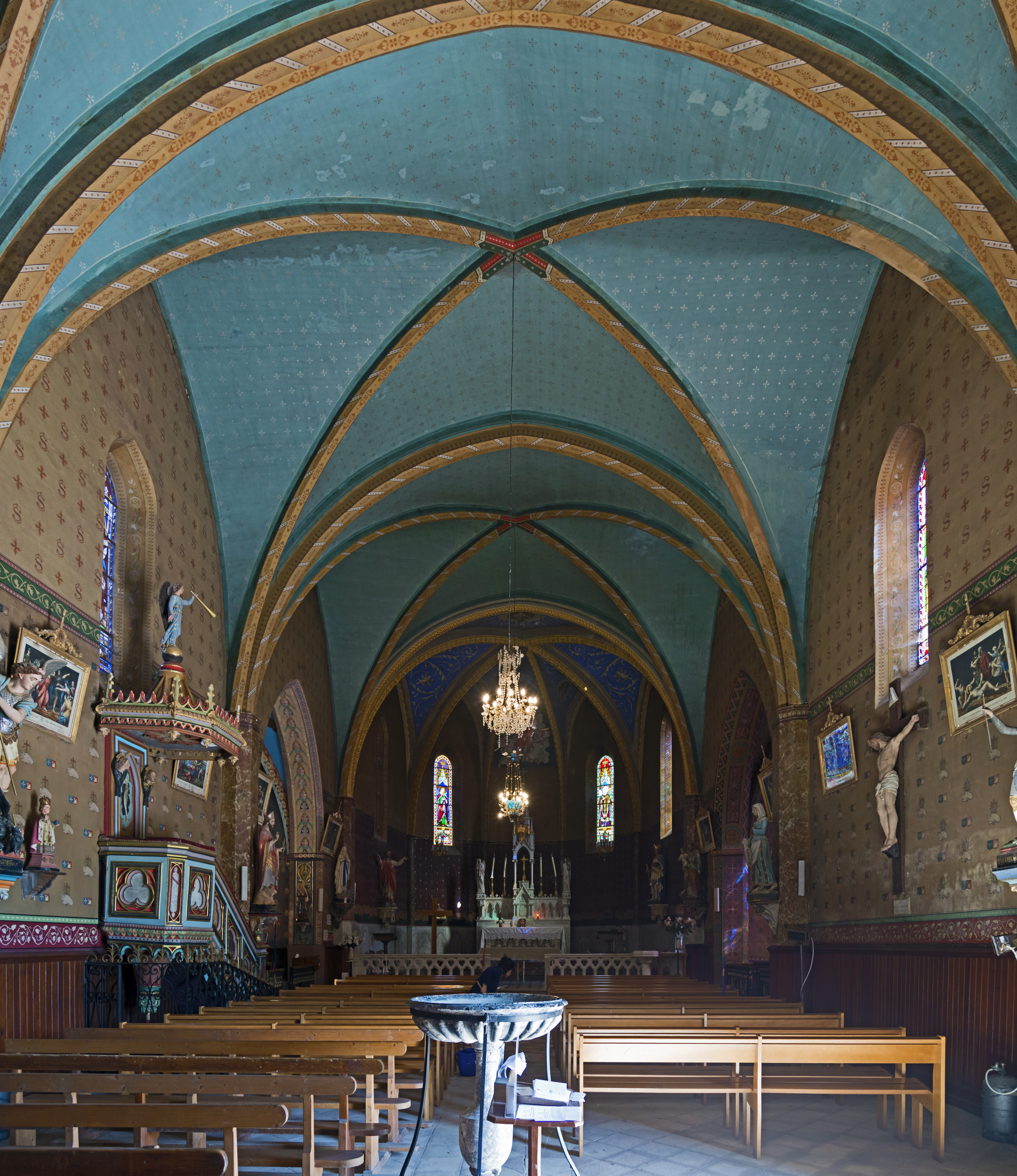
Vue de l'intérieur.
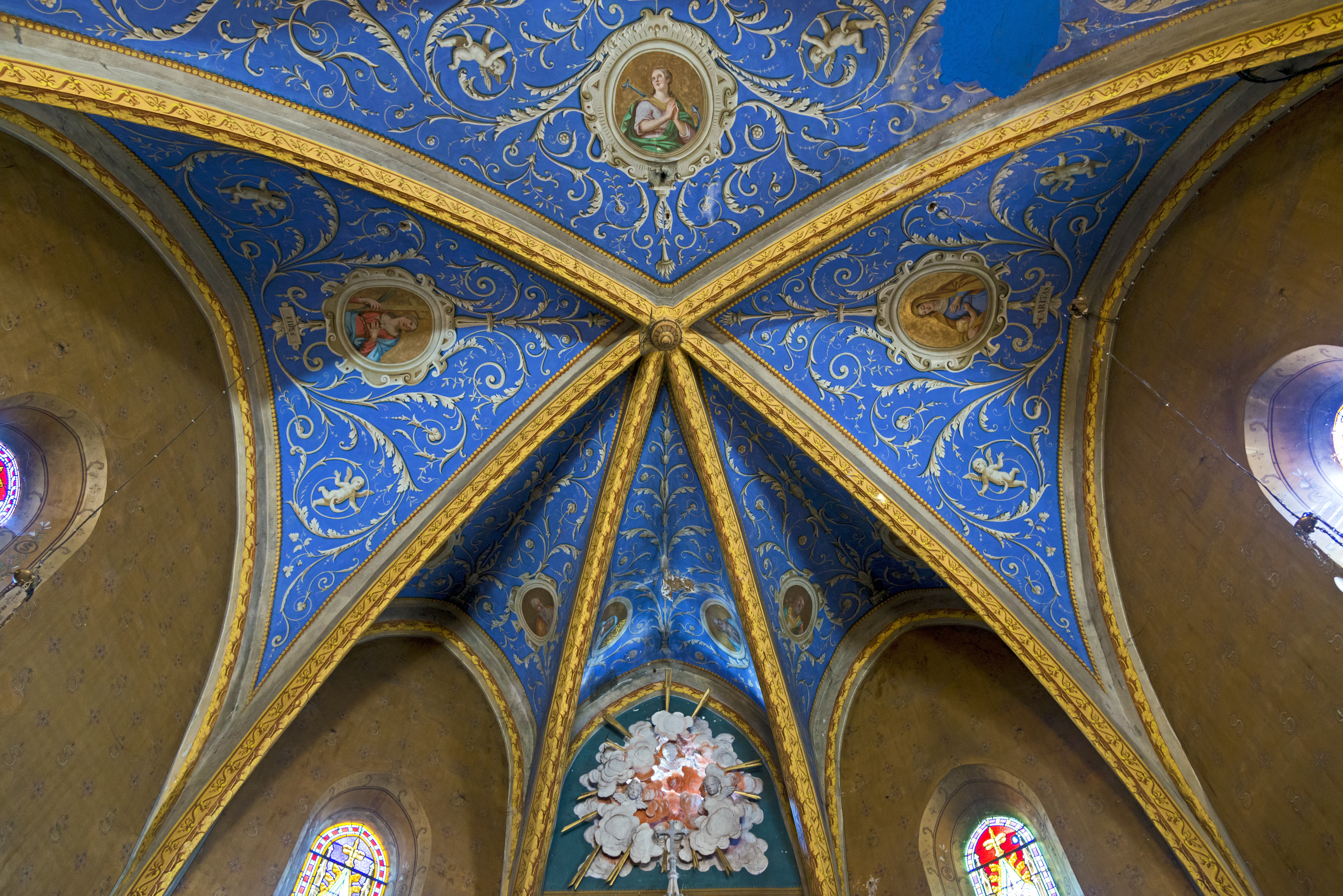
Voûte du chœur.
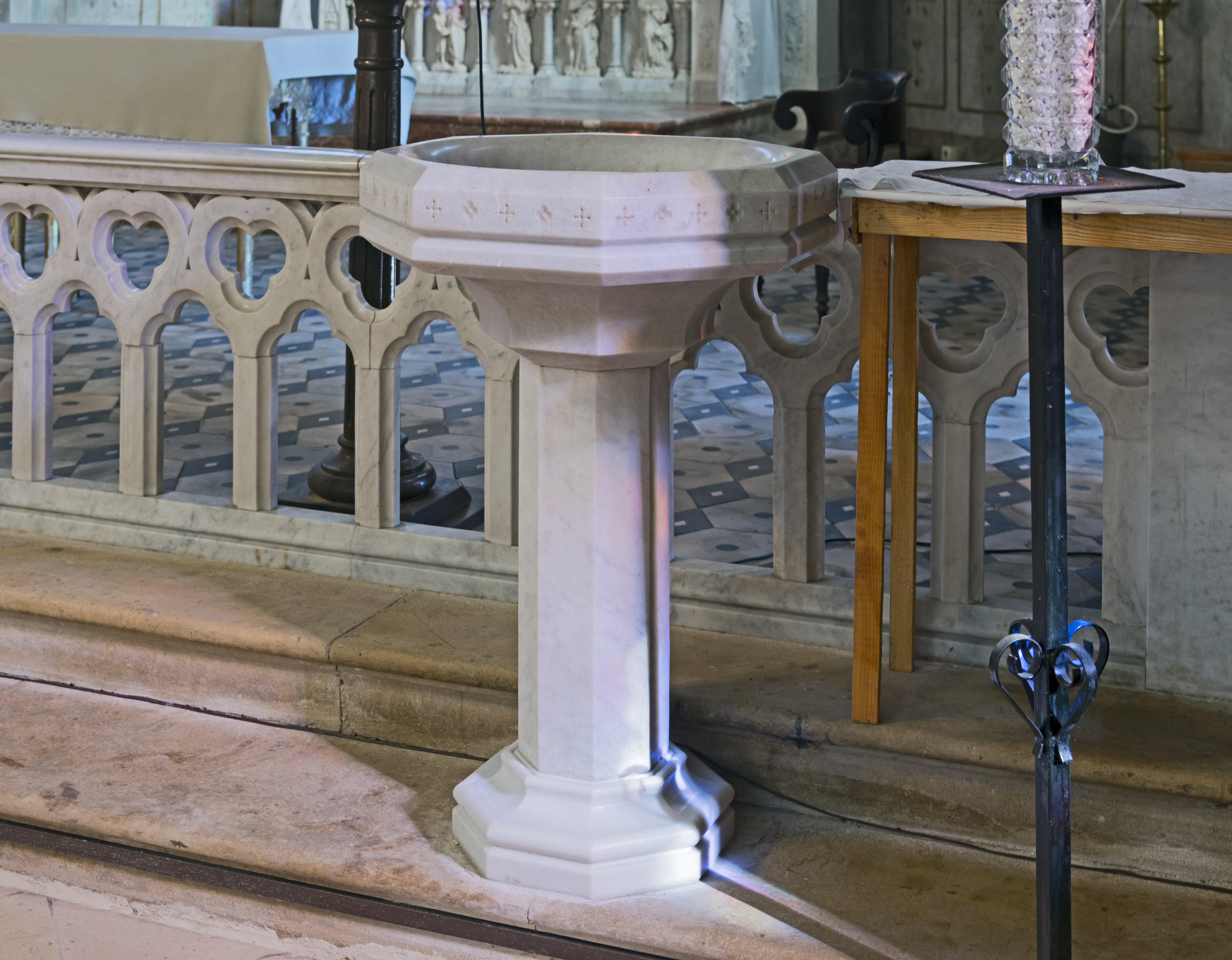
Fonts baptismaux.

- Le Monument aux Morts
- Ruines gallo-romaines (IIe siècle).
- Le lavoir du Second Empire.
- Le pigeonnier de la Mounette du XVIIIe siècle.
- Lac d'agrément permettant la promenade et la pêche aux abords du village.

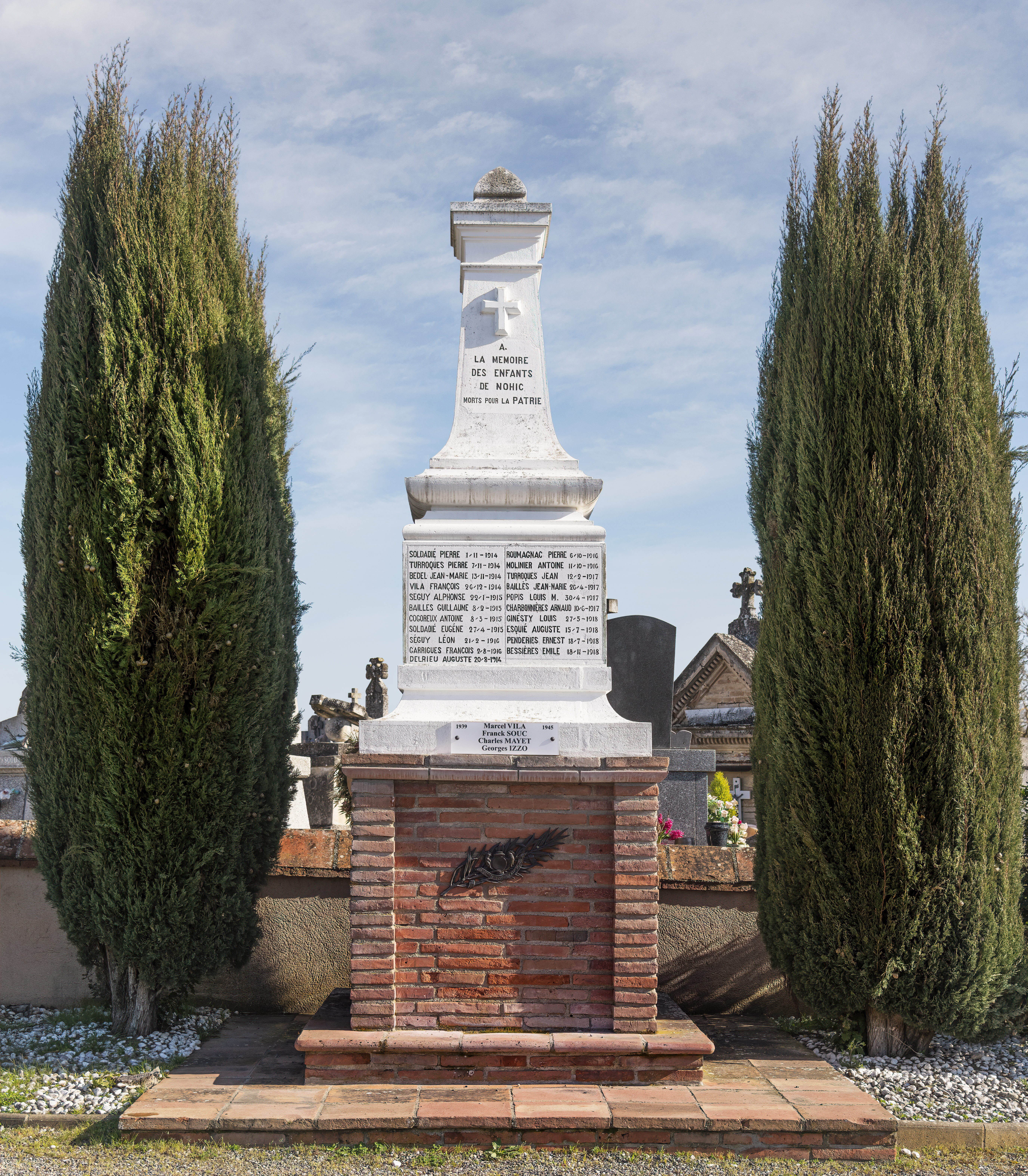
Le Monument aux Morts
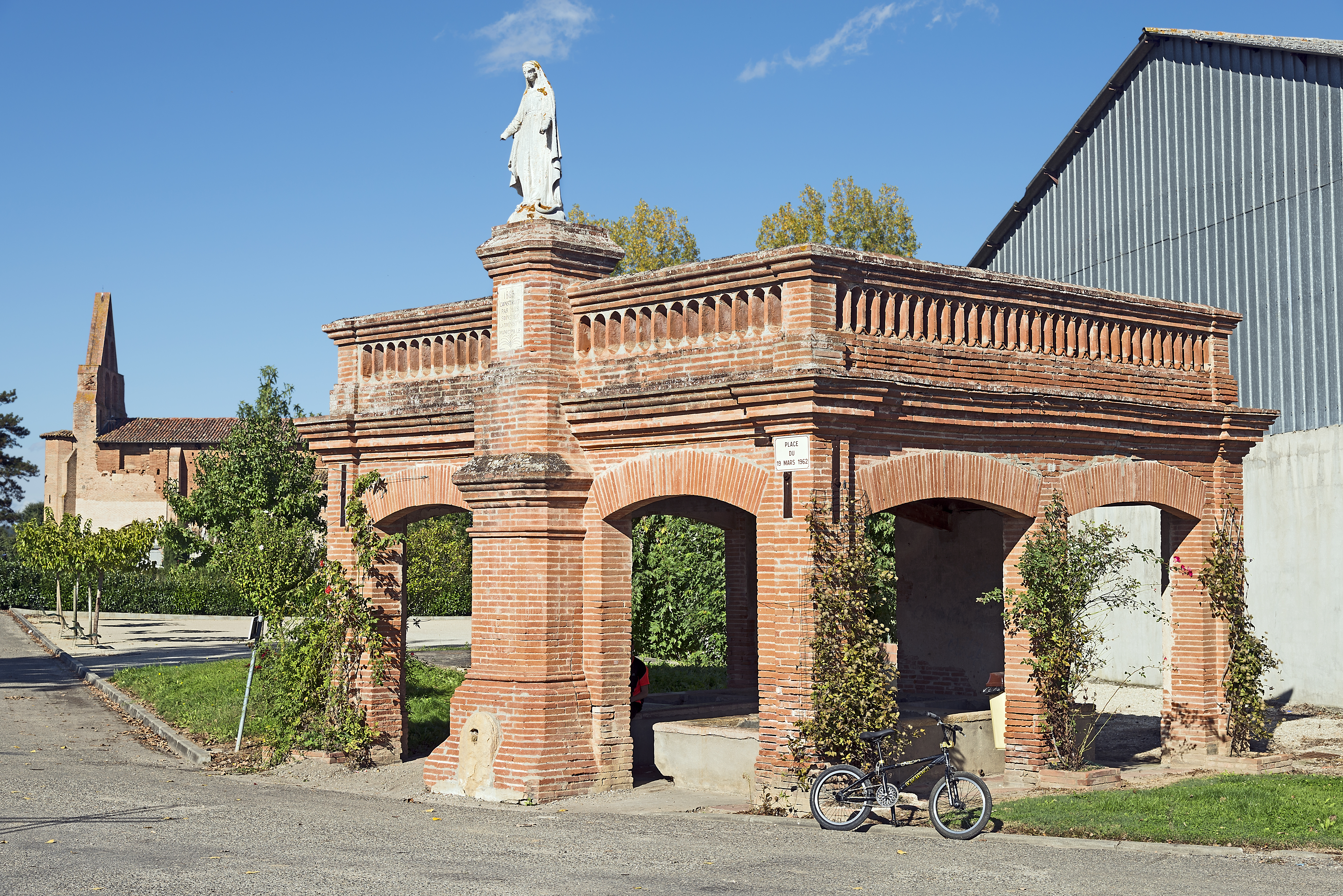
Le lavoir du Second Empire.
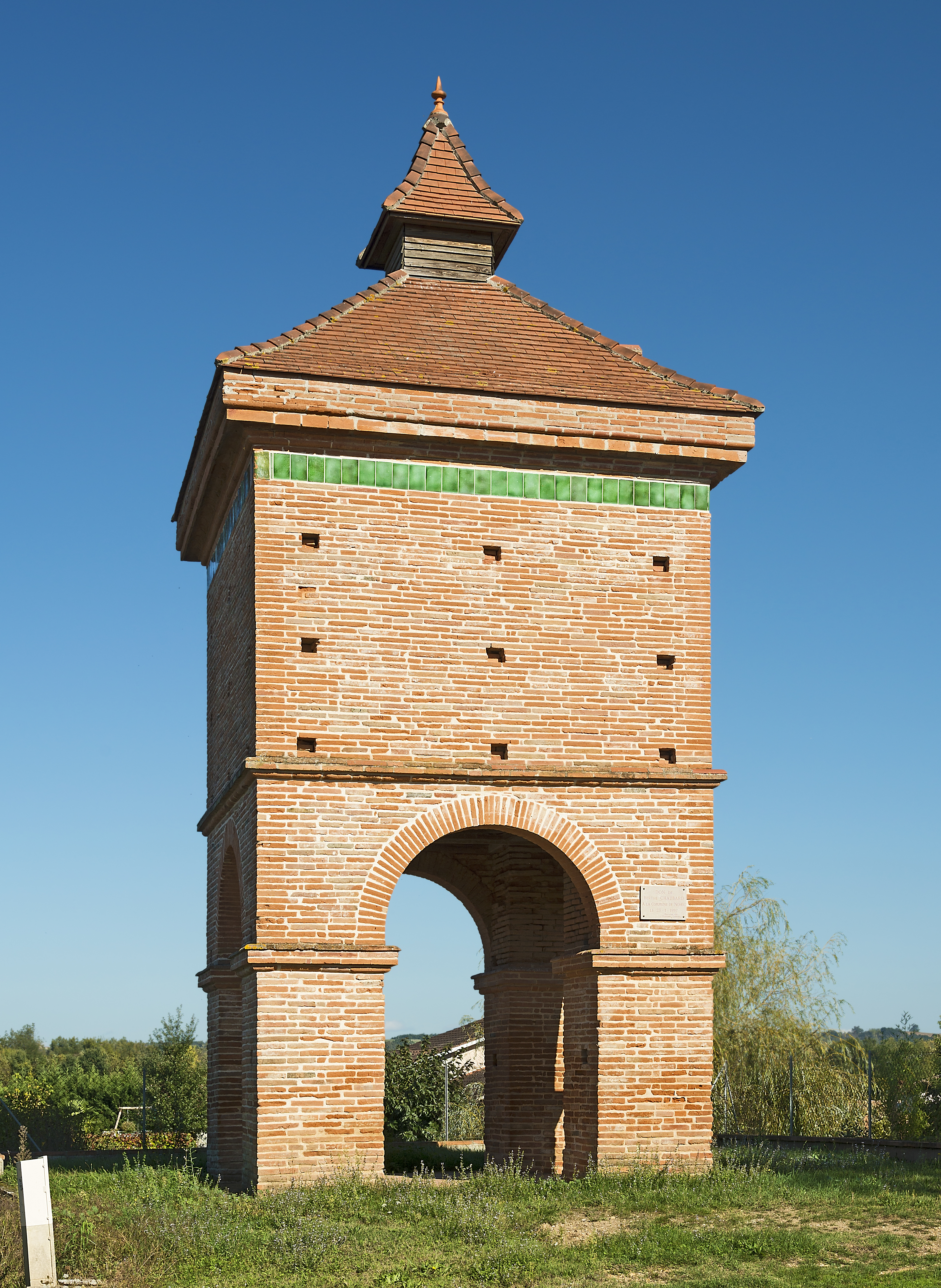
Pigeonnier de la Mounette XVIIIe siècle.

## Pour approfondir